# Drew Pearce
Pour les articles homonymes, voir Pearce.
Drew Pearce est un scénariste, réalisateur et producteur britannique, né le 24 août 1975.

## Biographie
Drew Pearce est le scénariste et créateur de No Heroics, comédie télévisée britannique de super-héros diffusée sur ITV. Ses précédents ouvrages en tant que scénariste, producteur ou réalisateur comptent The Ginger Musical Storytellers et Noir pour E4 et High Spirits with Shirley Ghostman pour BBC Three.
Le 31 mars 2011, il est annoncé comme scénariste du film Iron Man 3, qui sort en 2013. Il réalise ensuite le court métrage Longue Vie au roi dans la série Marvel One-Shot et présent dans les bonus du DVD de Thor : Le Monde des ténèbres. Ben Kingsley y reprend le rôle de Trevor Slattery, qui se faisait passer pour Le Mandarin dans Iron Man 3. Toujours pour Marvel, il a été auparavant lié au projet d'adaptation cinématographique des comics Les Fugitifs (Runaways en anglais), également comme réalisateur. En 2013, Drew Pearce raconte que la sortie d’Avengers a provoqué l'annulation du projet : « Nous étions près à le faire, puis, il y avait ce film intitulé Avengers. Curieusement, cela a détourné l’attention de Runaways, et le film a, en quelque sorte, absorbé tout l’univers cinématographique de Marvel. Nous en sommes là, peut-être qu’il fera partie de la Phase Trois. Je l’espère vraiment. J’en suis vraiment fier et je pense que cela ferait un film brillant, mais je pense que tout ça dépend de Kevin Feige, le président de Marvel, et de son projet directeur. Ils sortent deux films par an, mais il faudra encore au moins trois ans [pour terminer tous les films déjà en cours] ».
En 2012, il réalise le clip de Rearrange de Miles Kane.
Après sa collaboration avec Marvel Studios, il est engagé comme scénariste de Mission impossible : Rogue Nation, sorti 2015. Il ne sera finalement crédité comme auteur de l'histoire et non comme scénariste principal. En 2015, il réalise la vidéo de The Night Josh Tillman Came to Our Apartment de Father John Misty.
Il réalise en suite son premier long métrage, Hotel Artemis, qui sortit en 2018. Il y dirige notamment Jodie Foster, Sterling K. Brown, Sofia Boutella et Jeff Goldblum. Le film reçoit un accueil mitigé par la critique et n'obtient que peu de recettes au box-office mondial.
Il collabore par la suite avec le réalisateur David Leitch pour le scénario de 2 de ses films : Fast and Furious: Hobbs and Shaw (2019) et The Fall Guy (2024)

## Filmographie

### Cinéma

#### Scénariste
- 2013 : Iron Man 3 de Shane Black
- 2015 : Mission impossible : Rogue Nation de Christopher McQuarrie (histoire uniquement)
- 2018 : Hotel Artemis de lui-même
- 2019 : Fast and Furious: Hobbs and Shaw de David Leitch
- 2024 : The Fall Guy de David Leitch

#### Réalisateur
- 2018 : Hotel Artemis

### Télévision

#### Scénariste
- 2006 : Lip Service (série télévisée) - saison 1, 7 épisodes
- 2007 : The Musical Storytellers Ginger & Black (court métrage)
- 2008 : No Heroics (série télévisée)

#### Réalisateur
- 2007 : The Musical Storytellers Ginger & Black (court métrage)

### Vidéo

#### Scénariste
- 2010 : The Committee Ep 1: Bad Dog (court métrage) de lui-même
- 2010 : The Committee Ep. 2: Butterfly Enclosure (court métrage) de lui-même
- 2014 : Longue Vie au roi  (Marvel One-Shot: All Hail the King) (court métrage dans la série Éditions uniques Marvel) de lui-même

#### Réalisateur
- 2010 : The Committee Ep 1: Bad Dog (court métrage)
- 2010 : The Committee Ep. 2: Butterfly Enclosure (court métrage)
- 2014 : Longue Vie au roi (Marvel One-Shot: All Hail the King) (court métrage dans la série Éditions uniques Marvel)